# Craig Robinson (kosárlabdaedző)
Craig Malcolm Robinson (DeYoung, Illinois, 1962. április 21. –) amerikai kosárlabdázó és kosárlabdaedző, Michelle Obama egykori first lady fivére. 1979 és 1983 között a Princeton Tigers forwardjaként játszott, 2008 és 2014 között pedig az Oregon State Beavers férfi kosárlabdacsapatának vezetőedzője volt.

## Fiatalkora
Édesapja Fraser Robinson vízügyi dolgozó és választókerületi megbízott, édesanyja Marian Robinson titkár. Chicago South Shore városrészében nőtt fel. Négy évesen otthon tanult meg olvasni, az általános iskola második osztályát kihagyhatta. 1979-ben érettségizett a Mount Carmel középiskolában. A Washingtoni Egyetemre vagy a Purdue Egyetemre akart beiratkozni, de édesapja a Borostyán Liga-beli Princetont preferálta.

## Játékosként
A Princetonon az 1981–82-es és 1982–83-as szezonokban az év játékosa lett és vezette a gólarány ranglistáját; a csapat történetének negyedik legtöbb pontját szerezte. Alapszakos diplomáját 1983-ban szerezte szociológia szakon; szakdolgozatának témája a börtönbeli társadalmi rétegződés volt. Korábbi csapattársával, John W. Rogers Jr.-ral részt vehetett egy Michael Jordannel közös mérkőzésen.
Az 1983-as NBA-draft negyedik körében a Philadelphia 76ers kiválasztotta, de a ligában soha nem játszott; a brit Manchester Giants játékosa lett, majd 1988 és 1990 között az Illinois Institute of Technology edzőhelyettese volt.

## Családja és üzleti élet
Michelle Obama idősebb fivére. Két házasságából négy gyermeke született.
Edzője, Pete Carril javaslatára a Chicagói Egyetemen 1992-ben MBA fokozatot szerzett. Az 1990-es években tőzsdei kereskedő volt; 1990 és 1992 között a Continental Illinois Bank, 1992 és 1999 között pedig a Morgan Stanley Dean Witter igazgatóhelyettese volt. Később a Loop Capital Markets befektetési alap vezérigazgatójaként dolgozott.
Alkalmanként kollégája, Barack Obama is kosárlabdázott; Michelle megkérte fivérét, értékelje játékát, ezután több órán át játszottak és Robinson meg volt vele elégedve.
1999–2000-ben a Chicago Lab School edzője volt. 2000-ben elvált Janis Robinsontól; egy fiuk (Avery) és egy lányuk (Leslie, a Princeton Tigers játékosa) született. Második feleségével 2006 júniusában házasodott össze; két fiuk (Austin és Aaron) született.

## Edzőként
1999-ben korábbi fizetésének egytizedéért visszatért az edzőséghez; 1999–2000-ben a Northwestern Wildcats edzőhelyettese és toborzója volt. 2006-tól a Brown Bears vezetőedzőjeként alkalmazta a korábban a Princetonon tanult támadótechnikákat, emellett betartatta a munkaetikát és fejlesztette játékosai szókincsét, valamint gyengeségeikre koncentrált. A 2006–07-es szezonban a Basketball-U.com az év edzőjének választotta. A 2007–08-as szezonban a csapat második lett.
Részt vett Barack Obama 2008-as választási kampányában, valamint ő mutatta be húgát a nyilvánosságnak. 2008. november 4-én, Obama győzelmi beszédén is felszólalt.
2008. április 7-én a korábbi nyeretlen szezonjukat követően ő lett az Oregon State Beavers férfi kosárlabdacsapatának vezetőedzője. Első évében 6–6-os eredményt értek el, a 2009. januári győzelmükhöz pedig Obama is gratulált. További hat játékot megnyertek, ami váratlan volt, mivel a korábbi edzőstábon nem változtatott. Egyesek szerint megérdemelte volna a Pacific-10 Conference év edzőjének címét, valamint továbbjutottak a College Basketball Invitational rájátszására, ahol legyőzték a UTEP Minerst. A játék után azt mondta, büszke csapatára. A szezon végi eredményük 18–18 lett, és a Rivals.com a csapatot a 25 legjobb közé választotta.
2009 júliusában Obama azt mondta, Robinson több helyről is kapott állásajánlatot. Miután 8–10-es konferenciaeredményükkel ötödikek lettek, kijutottak a CBI-re, ahol az első körben kikaptak. 2010 márciusában röviddel a szezon vége előtt szerződését a 2015–16-os szezonig meghosszabbították. 2010 áprilisában kiadta A Game of Character: A Family Journey from Chicago's Southside to the Ivy League and Beyond című memoárját.
A 2010–11-es szezonban 5–13-as eredménnyel a konferencia 9. helyére kerültek, de Robinson azt mondta, bízik játékosaiban. 2011 novemberében az Obama házaspár kilátogatott egy mérkőzésükre. A 2011–12-es szezonban kijutottak a CBI-re; ez volt egymásután a negyedik vesztes konferenciaszezonjuk, azonban 1990 óta ekkor szerezték legtöbb győzelmüket; több mint egy évtizedet követően Jared Cunningham volt az első NBA-draftben kiválasztott játékosuk. 2012 júniusában megkezdődött a 15 millió dolláros stadion kivitelezése.
Robinson a 2012–13-as szezon előtt azt mondta, hogy a legjobb játékosai vannak, azonban egyik legrosszabb eredményüket érték el; a hallgatók elvesztették lelkesedésüket és a Gill Amfiteátrum nézőszáma a felére esett. 4–14-es konferenciaeredményükkel az utolsó helyre kerültek; a szurkolók az edzők cseréjét követelték, de az atlétikai igazgató Robinsont támogatásáról biztosította.
A 2013–14-es volt egymásután a hatodik vesztes konferenciaszezonjuk, melynek végén az öt legtöbb pontot szerző játékosuk távozott. 2014 márciusában a Pac-12 Conference bejelentette, hogy augusztusban Robinson egy Kínában játszó csapat edzője lesz. Május 5-én a Beavers kirúgta; három hátralévő szezonjára négymillió dollár kötbért fizettek.
2016. augusztus 15-én a Milwaukee Bucks, 2017-ben pedig a New York Kicks játékosfejlődési igazgatóhelyettese lett.

## Az edzőség után
2014. október 7-én az ESPN sportelemzője lett az ESPNU csatornánál. 2020. július 13-án a National Association of Basketball Coaches vezérigazgatójává nevezték ki.

## Eredményei vezetőedzőként
| Szezon                                              | Eredmény                 | Eredmény                 | Helyezés                 | Továbbjutás              |
| Szezon                                              | Összesen                 | Konferencia              | Helyezés                 | Továbbjutás              |
| Brown Bears (Ivy League)                            | Brown Bears (Ivy League) | Brown Bears (Ivy League) | Brown Bears (Ivy League) | Brown Bears (Ivy League) |
| --------------------------------------------------- | ------------------------ | ------------------------ | ------------------------ | ------------------------ |
| 2006–07                                             | 11–18                    | 6–8                      | 5.                       | –                        |
| 2007–08                                             | 19–10                    | 11–3                     | 2.                       | CBI első kör             |
| Eredmény:                                           | 30–28 (.517)             | 17–11 (.607)             | –                        | –                        |
| Oregon State Beavers (Pacific-10/Pac-12 Conference) |                          |                          |                          |                          |
| 2008–09                                             | 18–18                    | 7–11                     | 8.                       | CBI bajnokság            |
| 2009–10                                             | 14–18                    | 8–10                     | 5.                       | CBI első kör             |
| 2010–11                                             | 10–19                    | 5–13                     | 9.                       | –                        |
| 2011–12                                             | 21–15                    | 7–11                     | 9.                       | CBI elődöntő             |
| 2012–13                                             | 14–18                    | 4–14                     | 12.                      | –                        |
| 2013–14                                             | 16–16                    | 8–10                     | 10.                      | CBI első kör             |
| Eredmény:                                           | 93–104 (.469)            | 39–69 (.362)             | –                        | –                        |
| Összesen:                                           | 123–132 (.432)           | –                        | –                        | –                        |
| Jelmagyarázat: Rájátszásbajnok                      |                          |                          |                          |                          |

## Fordítás
- Ez a szócikk részben vagy egészben  a   Craig Robinson (basketball) című angol Wikipédia-szócikk ezen változatának fordításán alapul.  Az eredeti cikk szerkesztőit annak laptörténete sorolja fel. Ez a jelzés csupán a megfogalmazás eredetét és a szerzői jogokat jelzi, nem szolgál a cikkben szereplő információk forrásmegjelöléseként.